# Hasslösa
Hasslösa är kyrkbyn i Hasslösa socken i Lidköpings kommun i Västergötland. SCB avgränsade bebyggelsen till en småort mellan 1990 och 2020 samt från 2023. 
Hasslösa ligger intill Hasslösa kyrka, tre kilometer söder om Vinninga och drygt en mil sydost om Lidköping. På orten ligger även den tidigare krigsflygbasen Hasslösa flygbas.

## Sevärdheter

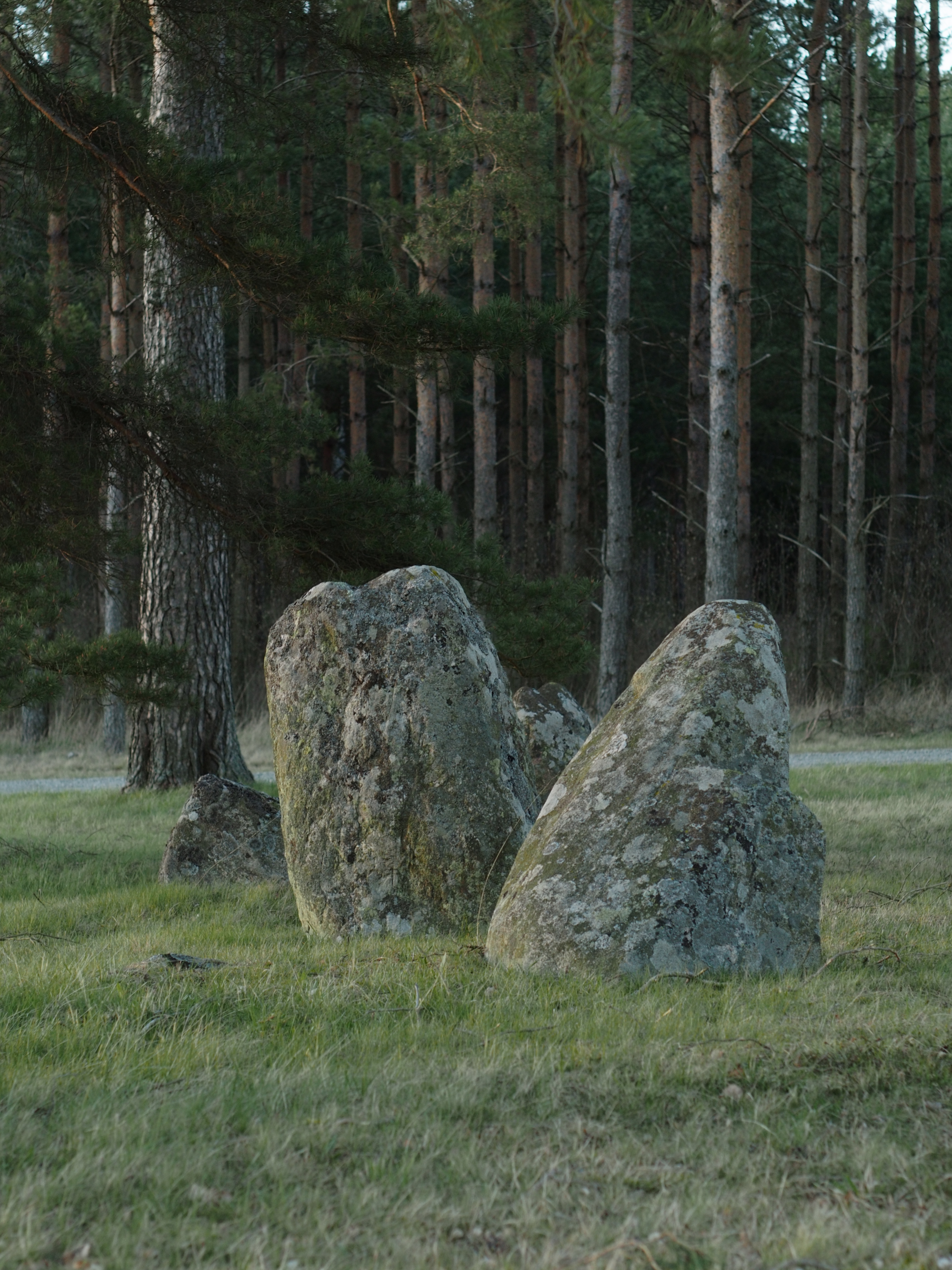
Gravfältet vid Brakelund  - Gravfältet vid Brakelund.
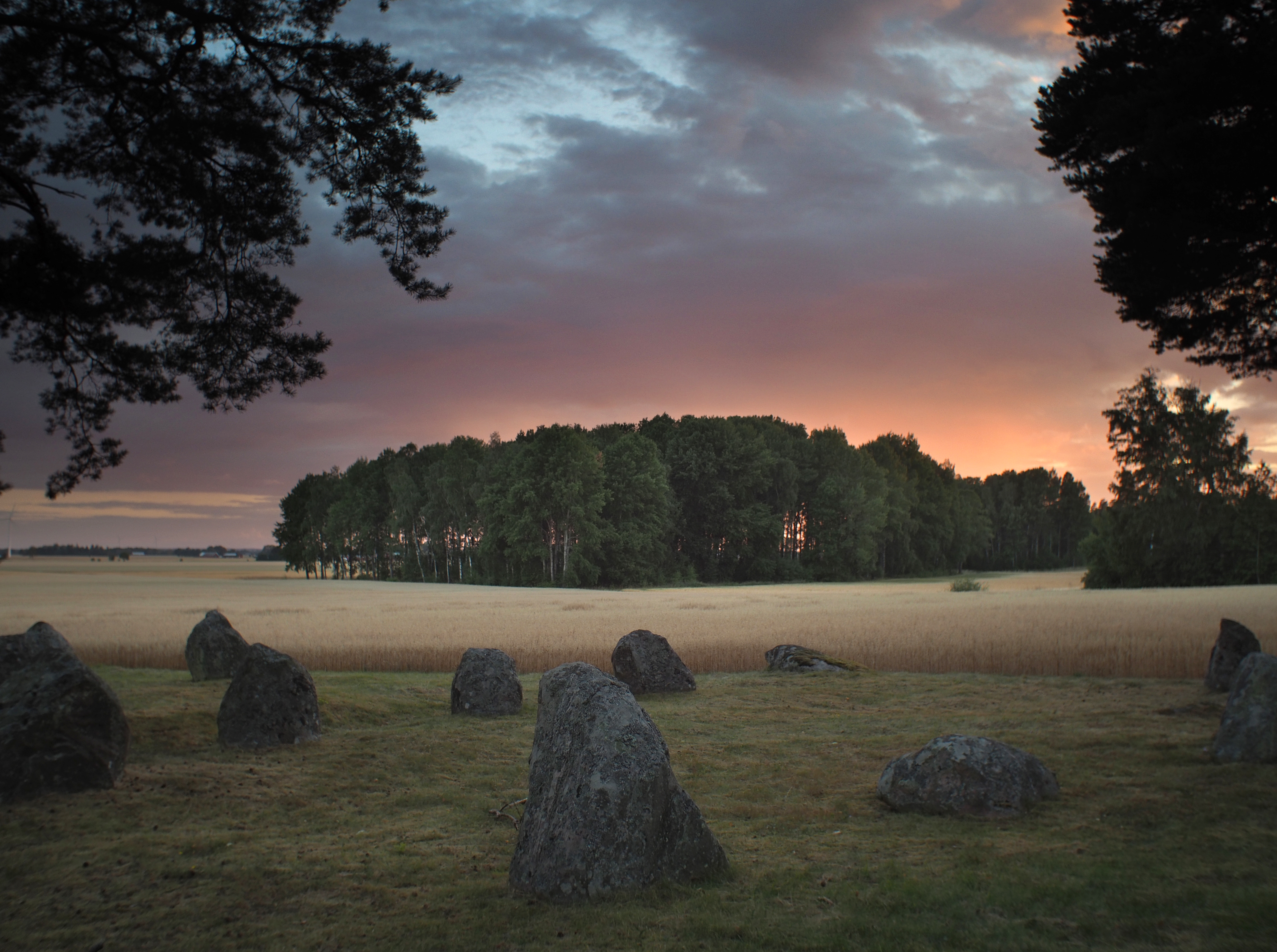
Gravfältet vid Brakelund.
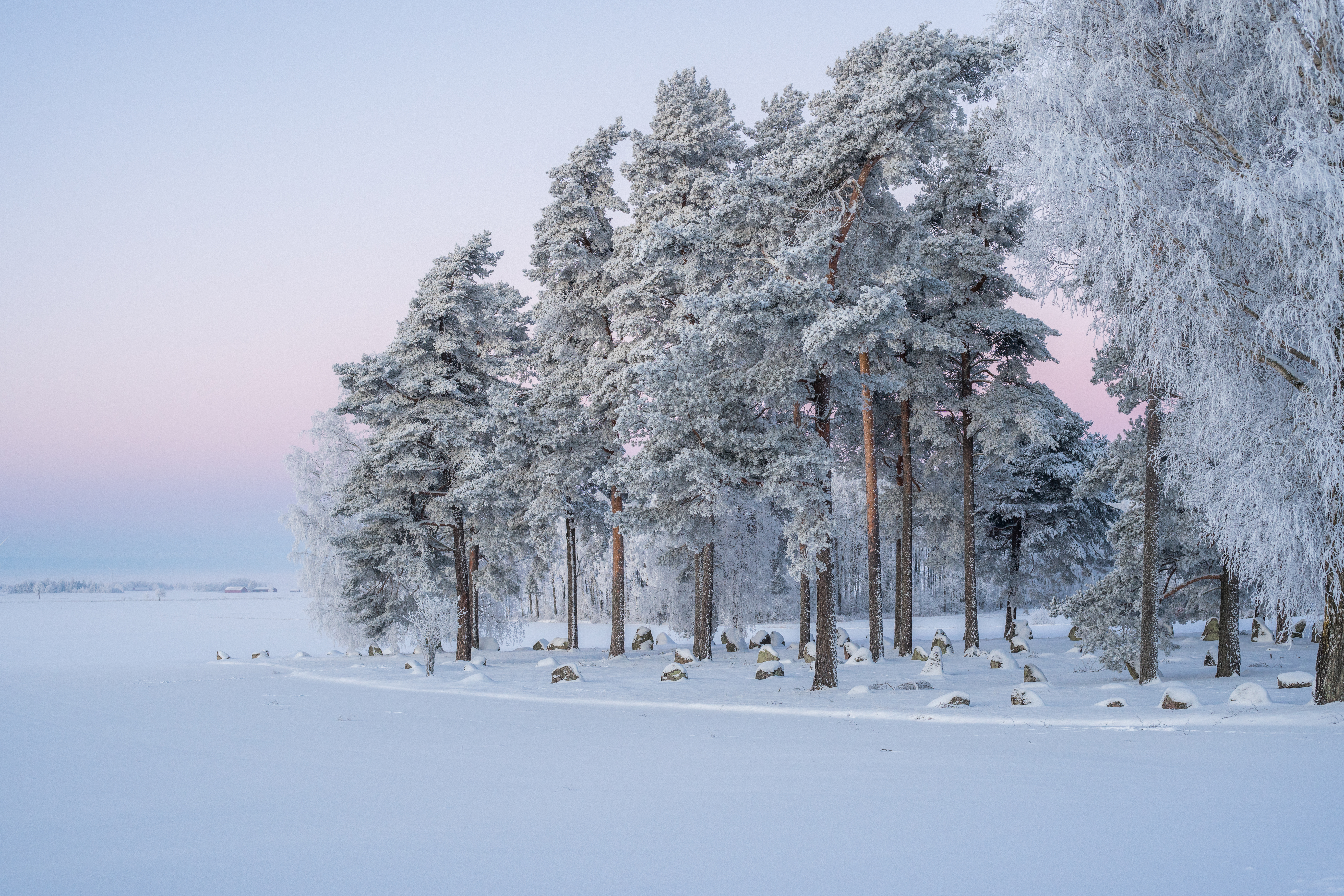
Gravfältet vid Brakelund.
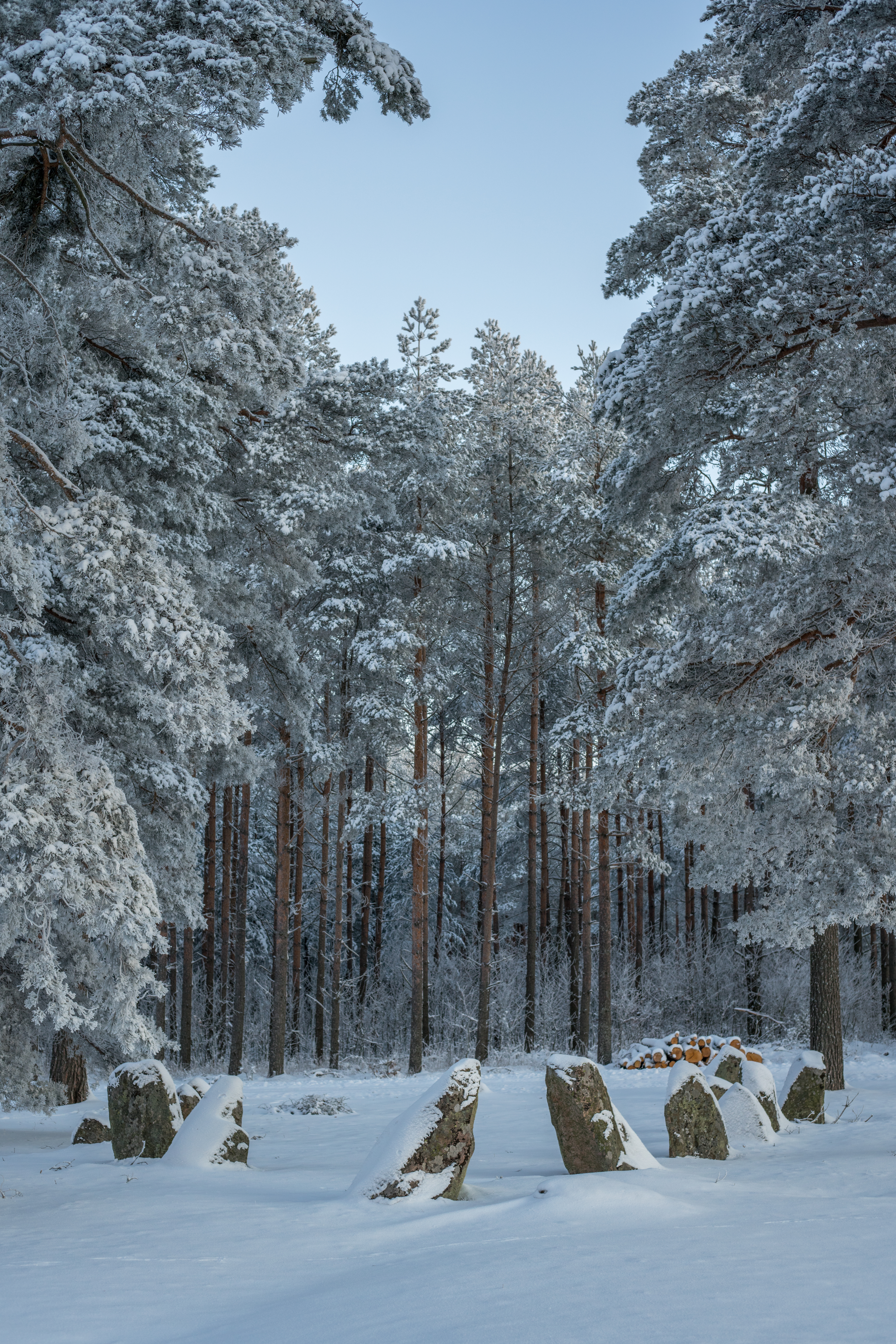
Gravfältet vid Brakelund.
  - Gravfältet vid Brakelund.
  - Gravfältet vid Brakelund.
  - Gravfältet vid Brakelund.